# Graham Jarvis
Graham Jarvis   (Sturry, Kent, 21 d'abril de 1975), conegut familiarment com a Grimbo, és un ex-pilot de trial anglès que competeix actualment en enduro extrem. Ha estat campió d'Europa de trial indoor (1998) i cinc vegades campió britànic (2003, 2005, 2006, 2007 i 2008). A banda, ha guanyat quatre vegades els Sis Dies d'Escòcia entre el 1998 i el 2006 i nou el Scott Trial (rècord de victòries en aquesta dura prova) entre el 1996 i el 2009. També ha guanyat el Trial de les Nacions quatre anys integrant l'equip estatal britànic (1997, 1999, 2002 i 2003).
Des de 1999, Jarvis és pilot oficial de l'empresa catalano-occitana Sherco, estant integrat a l'equip "Malcolm Rathmell Sports". Cap a mitjan dècada del 2000 va començar a competir també amb èxit en enduro i motocròs.

## Resum biogràfic
A 1 de gener de 2010
Graham Jarvis és originari de Kent, però a 17 anys va decidir traslladar-se a Yorkshire, zona privilegiada del trial britànic. De ben jove sabia que l'èxit s'esdevé només a força d'entrenament intensiu amb la moto i al gimnàs. Cercant el millor entrenador va trobar Malcolm Rathmell (campió d'Europa de trial el 1974, dues vegades guanyador dels Sis Dies d'Escòcia, sis vegades campió britànic i sis vegades guanyador del Scott Trial).
Des de 1993 Jarvis rep el suport de Rathmell al campionat britànic, europeu i mundial. La relació entre pilot i patrocinador és tan bona que Jarvis li consultava les decisions importants fins i tot quan tenia un contracte directe amb Sherco. De fet, el 2002 Jarvis es va casar amb Sonya, filla de Malcolm Rathmell. Actualment Graham i Sonya viuen a Harrogate, North Yorkshire.
Entre els hobbies de Jarvis hi ha diversos esports, però el principal és conduir la seva bicicleta de mountain bike pels turons i erms de Yorkshire. La seva màxima és No pain, No gain ("sense dolor no hi ha millora").

### "Mr. Sherco"
També la relació de Jarvis amb l'amo de Sherco, Marc Teissier, és òptima. Tots dos treballen plegats des dels seus temps junts a Scorpa.
Graham Jarvis va ser el primer pilot oficial de Sherco, havent fitxat per aquesta empresa l'any 1998 amb la missió d'introduir en competició internacional les seves noves motocicletes, que aleshores es presentaren com a Bultaco Sherco. A la seva primera temporada amb aquesta moto, Jarvis ja va aconseguir la primera victòria important per a la marca, concretament als Sis Dies d'Escòcia de 1999. Aquesta victòria va donar a la jove empresa un gran renom el mateix any del seu llançament. Des d'aleshores, Jarvis i Sherco varen seguir camins paral·lels. Les successives victòries del pilot, tant al Regne Unit com internacionals, varen atorgar-li una imatge lligada íntimament amb la de la marca.
Avui Jarvis és un dels principals valedors de Sherco al món, havent-se guanyat el malnom afectuós de "Mr. Sherco".

## Trajectòria esportiva
El 1992 fou el seu primer any com a professional, debutant al Campionat d'Europa i disputant algunes curses del Campionat del Món. La temporada de 1994 se li va complicar a causa de diverses lesions i fractures, però un cop recuperat anà remuntant i ja la temporada de 1999 aconseguí el segon lloc als Grans Premis de França, Suïssa i Itàlia.
La temporada de 2000 patí un seriós accident al segon Gran Premi, a Hawkstone Park, trencant-se els 2 genolls. Els experts dubtaven si alguna vegada podria tornar a pilotar, però tot i així reaparegué a la tardor i encara aconseguí acabar segon al Scott Trial. L'any següent, 2001, obtingué 3 victòries en Gran Premi (les primeres seves i de Sherco), i el 2003 n'aconseguí dues.
La temporada de 2005 fou la darrera en què prengué part al Campionat del Món. Aquella temporada, a 31 anys, va començar a competir en proves d'enduro extrem, obtenint-hi magnífics resultats i demostrant així la vàlua de la Sherco 450 d'enduro.
L'any 2007, després d'uns anys retirat de les competicions britàniques, va guanyar el campionat britànic de trial amb la Sherco 3.2 4T, aconseguint la primera victòria amb una motocicleta de quatre temps en aquest campionat des del títol guanyat per Steve Saunders amb Honda el 1986. Jarvis va dominar clarament el campionat, guanyant-ne 5 de les 8 proves, 4 d'elles consecutives.
L'any 2009 Jarvis va guanyar el seu novè Scott Trial, prova de la qual n'ostenta el rècord de victòries, amb 9.

## Palmarès en trial
| Any             | Motocicleta     | Edat            | C. del Món outdoor | C. del Món indoor | TDN | Campionat britànic | SSDT | Scott Trial | Altres            | Títols |
| --------------- | --------------- | --------------- | ------------------ | ----------------- | --- | ------------------ | ---- | ----------- | ----------------- | ------ |
| 1986            | Honda           | 11              | -                  | -                 | -   | 1r (cat. "C")      |      |             |                   | 1      |
| 1987            | Honda           | 12              | -                  | -                 | -   | 1r (cat. "C")      |      |             |                   | 1      |
| 1988            | Fantic          | 13              | -                  | -                 | -   | 1r (cat. "B")      |      |             |                   | 1      |
| 1989            | Fantic          | 14              | -                  | -                 | -   | 1r (2 cats.)       |      |             |                   | 2      |
| 1990            | Fantic          | 15              | -                  | -                 | -   | 1r (3 cats.)       |      |             |                   | 3      |
| 1991            | Fantic          | 16              | -                  | -                 | -   | 1r (2 cats.)       |      |             |                   | 2      |
| 1992            | Fantic          | 17              | -                  | -                 | -   | 9è                 |      |             |                   | -      |
| 1993            | Aprilia         | 18              | 21è                | -                 | -   | 6è                 |      |             | 7è al C. d'Europa | -      |
| 1994            | Scorpa          | 19              | 14è                | -                 | 2n  | 5è                 |      |             | C. d'Austràlia    | 1      |
| 1995            | Scorpa          | 20              | 14è                | -                 | 2n  | 3r                 |      |             |                   | -      |
| 1996            | Scorpa          | 21              | 9è                 | -                 | 2n  | 2n                 | 2n   | 1r          |                   | -      |
| 1997            | Scorpa          | 22              | 9è                 | 5è                | 1r  | 3r                 | 2n   | 1r          |                   | 1      |
| 1998            | Scorpa          | 23              | 4t                 | 6è                | -   | 2n                 | 1r   | 1r          | C. d'Eur. Indoor  | 1      |
| 1999            | Scorpa/Sherco   | 24              | 4t                 | 4t                | 1r  | 2n                 | 1r   | 1r          |                   | 1      |
| 2000            | Sherco          | 25              | 14è                | 4t                | -   | 14è                |      | 2n          |                   | -      |
| 2001            | Sherco          | 26              | 4t                 | -                 | 2n  | -                  |      |             |                   | -      |
| 2002            | Sherco          | 27              | 6è                 | -                 | 1r  | 2n                 |      |             |                   | 1      |
| 2003            | Sherco          | 28              | 5è                 | 6è                | 1r  | 1r                 |      | 1r          |                   | 2      |
| 2004            | Sherco          | 29              | 8è                 | -                 | 2n  | 4t                 | 1r   | 1r          |                   | -      |
| 2005            | Sherco          | 30              | 7è                 | -                 | 2n  | 1r                 |      | 1r          |                   | 1      |
| 2006            | Sherco          | 31              | -                  | -                 | 2n  | 1r                 | 1r   | 2n          |                   | 1      |
| 2007            | Sherco          | 32              | -                  | -                 | 3r  | 1r                 | 3r   | 2n          |                   | 1      |
| 2008            | Sherco          | 33              | -                  | -                 | 3r  | 1r                 |      | 1r          |                   | 1      |
| 2009            | Sherco          | 34              | -                  | -                 | -   | -                  |      | 1r          |                   | -      |
| Total victòries | Total victòries | Total victòries |                    |                   |     |                    | 4    | 9           |                   | 13     |
| Total títols    | Total títols    | Total títols    | 0                  | 0                 | 4   | 15                 |      |             | 2                 | 21     |

Notes
1. ↑  La classificació consignada a TDN fa referència a la posició final obtinguda per l'equip estatal
2. ↑  Al total de títols s'hi compten tots els campionats estatals o internacionals guanyats, incloent-hi el TDN
3. ↑  Categoria "C" i "Junior Kickstart"
4. ↑  Categoria "A", "Junior Kickstart" i "Youth Expert"
5. ↑  Categoria "A" i "Junior Kickstart"
6. ↑  El 1999, la Sherco s'anomenava encara Bultaco Sherco
7. ↑  Al total de victòries s'hi compten totes les aconseguides als SSDT i al Scott Trial